# Liebenthaler
Le Liebenthaler (allemand : Liebenthaler Wildlinge) est une race de chevaux d'origine allemande, tentative de reconstitution du Tarpan désormais éteint. Le troupeau actuel, élevé en semi-liberté, provient de croisements entre chevaux primitifs réalisés au cours du XXe siècle.

## Histoire
Le Liebenthaler, parfois nommé Liebenthaler Wildlinge, provient d'une tentative de reconstitution de l'espèce ou sous-espèce du Tarpan, à partir de croisements entre le Konik, le Fjord et le cheval de Przewalski. Ces chevaux sont élevés en Allemagne, à Liebenwalde, d'où leur nom.
L'histoire de la race débute dans les années 1960, lorsque le chercheur comportementaliste Jürgen Zutz débute une expérience de croisement à partir du cheval Fjord dans la forêt bavaroise. En 1990, il déménage avec sa famille à Friesack, sur un plus vaste terrain qui permet de conduire l'élevage dans des conditions proches des conditions naturelles. Lorsqu'il meurt en 1996, sa famille ne peut assumer le coût financier représenté par ce troupeau. Un grand nombre de Liebenthaler sont abattus ; parallèlement une demande d'aide est lancée auprès du ministère de l'Alimentation, de l'Agriculture et des Forêts du Land de Brandebourg. Le troupeau est pris en charge par ce ministère, et déplacé dans la commune de Liebenwalde cette même année.
Le 3 février 2000, l'association Liebenthaler Pferdeherde e. V. est créée pour la préservation et la protection du troupeau.

## Description
Le Liebenthaler possède une abondante crinière bicolore noire et plus claire, parfois dotée de reflets roux.
Ces chevaux sont élevés en semi-liberté sur une plaine inondable de 80 hectares.
Il entre dans le même cluster de gènes que le Dülmen et le Konik

## Utilisations
Les Liebenthaler sont un argument touristique pour la ville de Liebenwalde, et font l'objet de visites guidées dans le cadre de l'écotourisme. Ils sont également mis à contribution à des fins thérapeutiques auprès de personnes concernées par la maladie mentale, sous la houlette du Prenzl Komm gGmbh, à Berlin. Enfin, ces chevaux font l'objet d'études scientifiques sur le comportement social de l'espèce équine.
Chaque année, environ 15 chevaux sont ôtés du troupeau dans le cadre d'efforts de gestion, et mis à la vente, puis généralement formés pour devenir des chevaux d'équitation et de traction.

## Diffusion de l'élevage
La ville de Liebenwalde est propriétaire du troupeau de référence, et soutient activement les efforts pour la préservation et les soins du troupeau. Ce troupeau compte une centaine de sujets. La taille de la population est limitée par les terrains de pâture disponibles, aussi ont lieu des actions de régulation par interventions ciblées, notamment pour apporter les minéraux nécessaires que l'habitat n'offre pas.
Depuis 2005, un petit nombre de chevaux Liebenthaler ont été introduits dans le NSG Falkenberger Rieselfelder, près de Berlin.